# Canton de Tulle-Campagne-Nord
Pour les articles homonymes, voir Canton de Tulle (homonymie).
Le canton de Tulle-Campagne-Nord est une ancienne division administrative française située dans le département de la Corrèze, en région Limousin.

## Histoire
Le canton de Tulle-Campagne-Nord est créé en 1982, avec comme chef-lieu Naves, lors de la partition en deux du canton de Tulle-Nord.

### Redécoupage cantonal de 2014-2015
Par décret du 24 février 2014, le nombre de cantons du département passe de 37 à 19, avec mise en application aux élections départementales de mars 2015. Le canton de Tulle-Campagne-Nord est supprimé à cette occasion. Ses six communes sont alors rattachées au canton de Naves dont le bureau centralisateur reste fixé à Naves.

## Géographie
Ce canton était organisé au nord de Tulle dans l'arrondissement de Tulle. Son altitude variait de 120 m (Saint-Hilaire-Peyroux) à 505 m (Naves).

## Représentation
| Période | Période | Identité              | Étiquette | Qualité |
| ------- | ------- | --------------------- | --------- | --- |
| 1982    | 1994    | Armand Boucheteil     | PCF       | Conseiller général du canton de Tulle-Nord Président du Conseil général (1982-1985) Maire de Saint-Mexant (1948-1995) Suppléant du député Jean Combasteil (1981-1986) |
| 1994    | 2015    | Jean-Claude Peyramard | PS        | Maire de Saint-Hilaire-Peyroux (1993-2020) Élu en 2015 dans le canton de Naves                                                                                        |

## Composition
Le canton de Tulle-Campagne-Nord regroupait six communes et comptait 8 104 habitants au 1er janvier 2012.
| Nom                       | Code Insee | Intercommunalité | Population (dernière pop. légale) |
| ------------------------- | ---------- | ---------------- | --------------------------------- |
| Naves (chef-lieu)         | 19146      | CA Tulle Agglo   | 2 384 (2014)                      |
| Chameyrat                 | 19038      | CA Tulle Agglo   | 1 587 (2014)                      |
| Favars                    | 19082      | CA Tulle Agglo   | 1 033 (2014)                      |
| Saint-Germain-les-Vergnes | 19207      | CA Tulle Agglo   | 1 057 (2014)                      |
| Saint-Hilaire-Peyroux     | 19211      | CA Tulle Agglo   | 945 (2014)                        |
| Saint-Mexant              | 19227      | CA Tulle Agglo   | 1 256 (2014)                      |

## Démographie
| 1962  | 1968  | 1975  | 1982  | 1990  | 1999  | 2006  | 2011  | 2012  |
| ----- | ----- | ----- | ----- | ----- | ----- | ----- | ----- | ----- |
| 5 587 | 5 499 | 5 717 | 6 677 | 7 428 | 7 078 | 7 591 | 8 010 | 8 104 |